# Alfred Petersson (1852–1927)
Alfred Petersson, född 15 oktober 1852 i Nättraby församling, Blekinge län, död 11 december 1927 i Nättraby församling, Blekinge län, var en svensk folkmusiker och skomakaremästare.

## Biografi
Alfred Petersson föddes 1852. Han lärde sig spela fiol av slöjdaren Hans Holger Pålsson i Vambåsa, Förkärla socken. Pålsson var en instrumentmakare och tillverkade bland annat Petterssons fiol. Pettersson deltog i Spelmanstävlingen i Lund 1907. Han arbetade som skomakare och avled 1927.
Pettersson var son till sockenskomakaren Peter Petersson och hans hustru Ingrid Magnidotter i Nättraby.

## Upptecknade låtar
Upptecknade låtar av Nils Andersson efter Petersson.

### Anglais
- Anglais i A-dur
- Anglais i Bb-dur
- Anglais i Bb-dur
- Anglais i Bb-dur
- Anglais i F-dur
- Anglais i F-dur
- Anglais i C-dur
- Anglais i Bb-dur

### Engelska
- Engelska i F-dur
- Engelska i F-dur
- Engelska i A-dur
- Engelska i A-dur
- Engelska i A-dur
- Engelska i G-dur
- Engelska i A-dur

### Kadrilj
- Kadrilj i F-dur (med Grönberg)
- Kadrilj i F-dur
- Kadrilj i F-dur

### Polska
- Polska i F-dur
- Polska i D-dur
- Polska i Bb-dur
- Polska i F-dur
- Polska i A-dur
- Polska i F-dur
- Polska i A-dur
- Polska i D-dur
- Polska i D-dur
- Polska i G-dur
- Polska i D-dur
- Polska i A-dur
- Polska i G-dur
- Polska i G-dur
- Polska i D-dur
- Polska i F-dur
- Polska i F-dur
- Ryska Polskan i G-dur
- Maskeradpolskan i C-dur

### Vals
- Vals i A-dur
- Vals i Bb-dur
- Vals i D-dur

### Övrigt
- Midsommardansen i g-moll